# Prayers To Broken Stone
|  | Denne artikel er oprettet af botten PalnaBot ud fra en ekstern database. Den kan derfor have sproglige fejl eller mangler. Denne skabelon kan fjernes efter kontrol af indholdet. |

Prayers To Broken Stone er en eksperimentalfilm instrueret af Knud Vesterskov, Ulrik Al Brask efter manuskript af Ulrik Al Brask, Knud Vesterskov.

## Handling
En video, der afprøver perceptionsevnens grænser. T.S. Eliot er guide på denne bizarre rejse til sansernes ødemark.